# Unidata
Unidata était un consortium européen dirigé par un entrepreneur français, Jean Gaudfernau, destiné à créer dans les années 1970 une puissante gamme de produits d'informatique européenne, à l'identique d'Airbus dans l'aéronautique.

## Rôle de la Commission européenne
Le Monde du 5 juin 1965 révèle des entretiens entre gouvernements britanniques et français pour "envisager de construire en commun des calculatrices de grande puissance", alors qu'un "accord de coopération aéronautique" lie déjà les deux pays, et que diverses entreprises françaises et anglaises" ont entrepris d'explorer les possibilités d'un accord dans l'informatique, pour construire en commun de nouveaux ordinateurs. Puis Paris renonce à "s'appuyer sur Bull", contraint à multiplier les licenciements à partir de 1963, dont 500 en avril 1965, il "est envisagé de consacrer des crédits importants" au projet franco-britannique, précise Le Monde.
La Commission européenne a souhaité plusieurs années de suite une fusion de tous les grands constructeurs européens. 
Le 26 septembre 1968, Le Monde précise qu'elle pense à Philips, ICL et Siemens. Parmi les objectifs, construire un super-calculateur". Mais elle opte pour attendre un peu, afin de laisser progresser les "alliances plus ou moins étroites" nouées avec des Américains par un constructeur européen ou l'autre et privilégier une union entre partenaires "dont la taille ne soit pas trop dissemblable" et les taux de croissance proches.
La Commission européenne a essayé pendant plusieurs années de mettre en avant une fusion de tous les grands producteurs d'informatique européens. Le 26 septembre 1968, Le Monde rapporte que Bruxelles songe à "unir les efforts du vieux continent" avec Philips, ICL et Siemens, en particulier pour construire un super-calculateur" mais il apparait que les unions sont préférables entre partenaires "dont la taille ne soit pas trop dissemblable" et les taux de croissance proches, suggérant d'attendre un peu, en tenant compte aussi des "alliances plus ou moins étroites" nouées avec des Américains par un constructeur européen ou l'autre.

### Problème du  leadership européen
Les obstacles auraient pu être surmontés avec un véritable leadership européen, selon l'historien Pascal Griset, "comme cela fut le cas" pour Airbus, qui avait lui aussi connu à ses débuts des difficultés "que l’on oublie souvent". De plus, sur un marché européen de l'informatique "de plus en plus ouvert", les gouvernements ne pouvaient cependant pas, comme ils le firent dans l’aéronautique "garantir" aux associés d'Unidata "des parts de marché significatives".
En Allemagne, mi-1968, environ 5500 ordinateurs fonctionnant ou en commande, le gouvernement veut consacrer 400 millions de francs à ce secteur entre 1967 et 1971, "soit presque autant que ce que l'État français consacrera au plan calcul de 1966 à 1970". Puis pour la période 1971-1975, ce sont plus de 900 millions de francs, le ministre de la recherche, Gerhard Stoltenberg précisant que ce sera surtout pour l'équipement d'administrations ou d'hôpitaux.
Siemens est approché dès 1968. "Solidement soutenu par la puissance publique" allemande, ce dernier "apparaît fiable", mais ce sera "la fin des accords techniques" avec l’américain RCA qu'il faudra attendre jusqu'en 1971, qui le rendra vraiment "disponible".

## Initiatives de 1968
En 1968, les initiatives se multiplient, notamment celle de Michel Barré, vice président de la CII, société qui s'est mis en place peu à peu l'année précédente. Il rencontre en 1968 les dirigeants d'ICL, Siemens et Philips.

## Difficultés d'ICL
ICL a du mal à prendre pied en France, avec seulement 142 des 1229 ventes ou commandes ferme de sa série  1900, "comparable à la la gamme 360 d'IBM", au succès porté par "un effort considérable" de recherche et développement.
Le rapport Lhermitte de 1968  prévoyait à un horizon de trois ans que le parc français comprendra au 1er janvier 1971 un total de 2500 ordinateurs de gestion commerciale, 1358 ordinateurs de gestion professionnelle, 462 calculateurs scientifiques et 200 calculateurs industriel et qu'on aura commencé à produire en France des circuits intégrés de haute qualité, le plan-calcul ayant conduit au "lancement du plan composants".

## Alliances complémentaires avec des constructeurs américains
Dès le début dans ce qui deviendra Unidata, les constructeurs français CII et britanniques ICL sont intéressés par des alliances complémentaires avec des constructeurs américains. C'est en particulier le cas de la CII, en lien avec deux constructeurs américains avec qui elle coopère dans l'évolution du système d'exploitation en mode ouvert et temps partagé au moment où l'intérêt pour la démarche Unix émerge. Ils sont aussi intéressés par des économies d'échelle dans les disques magnétiques et imprimantes[réf. nécessaire], marchés alors ultra-dominés par IBM. Control Data et Scientific Data Systems (SDS) vendent tous deux des ordinateurs d'architecture simple, puissante et peu couteuse, car très investie dans les circuits intégrés et l'abondance de mémoire. Tous deux préfèrent confier une partie des développements logiciels à des prestataires, ce qui permet à leur cours de Bourse de profiter de la bulle spéculative de 1968 dans l'informatique.
Tous deux ont eu des parcours météorites à Wall Street, Control Data ayant ensuite perdu plus de 80% de sa valeur au cours du krach du deuxème trimestre 1950, soit l'une des plus fortes baisses.

### L'option SDS de la CII
L'option pour la CII de renforcer encore ses liens avec l'Américain Scientific Data Systems (SDS) est plusieurs fois rappelé lors des premières négociations autour du projet européen, mais cette option parait être un avantage en plus. SDS a ensuite été racheté au prix fort par le géant de la photocopie Xerox en mai 1969: près d'un milliard de dollars. Après cette OPA, il est rebaptisé XDS, pour être sa branche informatique et entrer sur le marché des grands systèmes IBM, afin de faire monter le cours de Bourse de Xerox. Mais il est comme la CII peu habitué aux grosses opérations commerciales spécifiques à l'informatique de gestion, car comme elle issue du monde de l'automatisation de processus et des commandes militaires. XDS jugeant "excessives" les "marges bénéficiaires sur les périphériques de marque IBM" tente d'en acheter, "afin de réduire les frais de location" auprès d'IBM, avec pour inconvénient de peser sur sa trésorerie et sa rentabilité à court terme. Il développe avec la CII un nouveau système d’exploitation, le XOS (Xerox Operating System), dont l'arrivée fin 1969 est vantée sur une double page du Wall Street Journal, car il permet de cumuler informatique de gestion, de calcul et de contrôle industriel. Afin d'épargner des embauches et coûts de logiciels à Xerox, vite confronté une fuite des cerveaux SDS, il sera livré en 1970, et développé via un nouveau contrat avec la CII, dont le gouvernement français veut faire une "société d'ordinateurs de réseaux". Mais le patron de XDS, lors de ses nombreux voyages à Paris, est dérouté par la multiplicité des interlocuteurs.

### L'option Control Data, pour ICL et la CII
Sur proposition de son président Pierre Aigrain, ministre français, la commission chargée à Bruxelles de la coopération scientifique et technique à la Communauté européenne, avait "mis à l'étude une collaboration", pouvant inclure un projet de superordinateur commun,. Mais dès septembre 1969, Air et cosmos, hebdomadaire français de l'aéronautique et spatial, observe que le Plan Calcul Britannique "annonce qu'il renonce à la fabrication d'un superordinateur", au moment où la CII française "présente la plus puissante machine de sa gamme" l'Iris 80. Ces concessions d'ICL visent aussi à ménager l'Américain Control Data, spécialiste de la technologie du superordinateur, un "créneau trop étroit" cependant, car la « crise de 1970 » le « frappe de plein fouet », avec 35,6 millions de dollars de pertes sur 480 millions de dollars de ventes". Il ne résiste que grâce une "politique de diversification" entreprise à partir de 1966". Dès 1969, il "entreprend d'assurer son indépendance en matière de périphériques"", en "organisant la résistance à IBM"" via "trois entreprises coopératives"", dont l'une avec le français CII et l'anglais ICL", en vue d'un système de normes d'un poids suffisant" face à IBM, qui en 1977 en vendra encore « à lui seul » pour 20 milliards de francs malgré la captation d'un quart du marché, en compatibles, par des spécialistes comme Memorex, Telex, et Calcomp,.
Deuxième producteur mondial de disques magnétiques après IBM, Control Data a même une ligne de fabrication dédiée à la CII dans son usine de Minneapolis[réf. nécessaire]. Il propose en janvier 1970 à Thomson de s'associer aussi à lui. La CII devait normalement utiliser des imprimantes et disques de la Sperac, société française créée en 1967, à qui Thomson a apporté les 150 salariés de "Télégestion", filiale de téléinformatique créée en 1964, à la "réussite indiscutable", avec 12 millions de francs de ventes, selon l'historien Pierre-Éric Mounier-Kuhn[réf. nécessaire], qui précise cependant que selon beaucoup de témoins, la Sperac "a été un moyen pour les sociétés mères de se défausser d’activités déficitaires, en trayant la vache à lait des fonds publics"[réf. nécessaire]. Fin 1969, elle n'a toujours que 500 salariés, dix fois moins que la CII, et a perdu beaucoup d'appels d’offre face à des "compétiteurs spécialisés, français ou étrangers"[réf. nécessaire], qui profitent de "l’expansion de la téléinformatique" car les premiers périphériques importants Sperac ne sortent qu’en 1969[réf. nécessaire] et sont peu fiables ou inadaptés aux besoins de la CII, qui doit développer ses propres "disques de haute qualité" après avoir importé ou produit  "sous licence des périphériques Scientific Data Systems (SDS) ou Control Data"[réf. nécessaire].
La coopération Control Data-CII vise aussi la "standardisation" dans la technique des interfaces et les langages. L'Américain souhaite "élargir sa gamme de matériels vers le bas", pour dépasser la niche du superordinateur, et envisage d'assurer la "représentation aux États-Unis des ordinateurs de la CII". Il prépare avec la CII la création du consortium Multinational Data, associant aussi l'anglais ICL. Dès la mi-1970 fuite l'intention des trois constructeurs d'"harmoniser leurs efforts", sous forme d'un "club" de constructeurs apte à intégrer ceux qui "se partageront, à l'avenir, le marché mondial", plutôt que de fusionner. Control Data inscrira à son catalogue l'Iris 60 de la CII, ainsi que "la première machine de la future gamme ", accord pouvant "être étendu" à son partenaire américain NCR, afin de "figurer sur le catalogue des deux firmes".

## Répartition des rôles
Unidata s'appuyait sur les points forts des trois associés, en vue de partager des économies d'échelle :
- le français Compagnie internationale pour l'informatique (CII) pour la maîtrise d'œuvre, le logiciel, l'architecture des machines pensée en réseau ;
- la technologie électronique du néerlandais Philips, seul rival des Américains dans les circuits intégrés ;
- l'allemand Siemens, fort dans les périphériques mécaniques (disques, bandes, la première imprimante xérographique bien conçue) est chargée de développer la nouvelle génération pour les trois alliés[14].

Une utilisation ingénieuse de la microprogrammation devait permettre à cette gamme de machines de fonctionner avec les instructions machine de la série P1000 Philips, des machines Siemens compatibles IBM 360, et des Iris 80 de CII. Au même moment le MITI japonais lançait un plan similaire, avec des choix techniques très proches.
L'apport de la technologie électronique du néerlandais Philips, seul rival des Américains dans les circuits intégrés est précieuse car la France est très en retard dans ce domaine, et à part l'usine de Grenoble spécialisée dans les circuits intégrés n'a quasiment pas d'offre. Ainsi, en 1973-1974, la CII utilise à 95% des circuits intégrés vendus par des fabricants américains.
En mi-1969, le "Yalta de l'électronique française" voit la CGE se retirer du secteur , alors que se concrétise un "Plan Composants en 1969 pour 30 millions de francs , dans ce secteur, Thomson voulait céder la Cesco jugée pas assez rentable , tandis que la Cosem voulait continuer le germanium assurant sa rentabilité, plutôt que le silicium.

### Négociation de l'accord
L'accord est retardé par un différend entre CII et Philips, la première souhaitant garder les miniordinateurs hors du partenariat, alors que Philips y voit l’un de ses atouts naturels, en plus de ses processeurs pour la commutation téléphonique et les communications de données et de sa grande expérience en matière de développement d’affichages visuels. Finalement, Philips obtient gain de cause avec sa ligne d'ordinateur ajoutée au futur catalogue d'Unidata.

## Le processus de blocage puis d'arrêt d'Unidata
La création d'Unidata et son ambition dans les réseaux à base de datagramme ne faisait pas l'affaire de la CGE, grand fournisseur des PTT et dont le patron, Ambroise Roux, craignait ce nouveau concurrent qu'il a souhaité voir disparaître, selon les historiens Alain Beltran et Pascal Griset. Le capital de la CII était détenu à 70 % par Thomson-CSF et la CGE, via un holding commun baptisé Fininfor, dont 52 % appartenait à Thomson-CSF, qui avait imposé son homme à la tête de la CII, Michel Barré.
L'opposition d'Ambroise Roux, patron de la CGE, l'un des deux premiers actionnaires de la CII, l'amène à freiner le projet, ouvertement dès le début, puis par une action de lobbyng discrête lors qu'il perd le contrôle de la CII en 1969, puis par des déclarations publiques à partir de 1973, lorsque la maladie du président de la République Georges Pompidou, qui n'a pas vraiment de successeur désigné, renforce la position, au sein du gouvernement de VGE, opposé à Unidata.

### Action de la CGE
Dès la fin 1973, la CGE demande au Tribunal de Commerce, en référé, l'annulation de l'augmentation de capital d'Unidata.
Mais la mi-février 1974, lors d'un comité interministériel restreint, la CGE échoue à bloquer Unidata, même si elle espérait encore quatre jours plus tôt obtenir une alternative, le rapprochement de la CII avec l'américain Honeywell. L'Élysée et le ministre de l'Industrie imposent le choix Unidata au ministre des Finances Valéry Giscard d'Estaing.
La CGE refusant de participer aux augmentations de capital, il est prévu de lui substituer le Commissariat à l'énergie atomique.

### VGE met fin au projet
Valéry Giscard d'Estaing, élu président en 1974, mit fin au projet en 1975 : la France dénonça unilatéralement l'accord Unidata. Valéry Giscard d'Estaing décida de fusionner la Compagnie internationale pour l'informatique avec Honeywell-Bull, contre la volonté de son patron et de ses personnels mais à la demande d'un de ses actionnaires, la CGE.
Démarré en janvier 1972 par l'annonce de l'accord CII-Siemens, puis lancé en 1973, ce projet européen a été stoppé par la France après seulement deux ans, en raison de l'opposition d'Ambroise Roux, patron de la CGE, l'un des deux premiers actionnaires de la CII.

## Chronologie
- 9 décembre 1967: Philips annonce la création à l'été 1968 d'une division ordinateurs avec des circuits intégrés et une "mémoire rapide"[23];
- 1968: Michel Barré, vice président de la CII, rencontre les dirigeants d'ICL, Siemens et Philips[7] pour préparer une alliance internationale, l'"Airbus de l'informatique". La CII se rapproche aussi au même moment de l'américain Control Data[24].
- 23 mars 1968: les représentants d'ICL semblent "prêts à s'asseoir à une table de discussion" avec ceux de Siemens, Saab, Philips, afin de collaborer, "notamment en matière de software et de périphériques"[6];
- 26 septembre 1968: Bruxelles veut "unir les efforts du vieux continent" avec Philips, ICL et Siemens, en particulier pour construire un super-calculateur"[25];
- 1969: Control Data et le Département de la justice américaine en procès contre IBM (loi antitrust), en réclamant la facturation séparée du hardware et du software[26];
- 1969: selon la presse, on discute d'un "regroupement européen"[26];
- mai 1969: Xerox rachète Scientific Data Systems par échange d'actions;
- 4 juin 1969: Le Monde observe qu'il est encore "prématuré de parler d'un plan calcul européen" pour une partie des acteurs[27];
- 23 septembre 1969 : une maquette de Iris 80 présentée à la presse par la CII;
- Hiver 1969-1970: l'accord Multinational Data est prêt pour la signature;
- 21 juillet 1970: ICL, CII et Control Data veulent harmoniser leurs gammes dans un "club" de constructeurs[28];
- 30 juillet 1970: La CII va officiellement annoncer son accord avec Control Data[29];
- Novembre 1970: création officielle du consortium européen Multinational Data, basé à Bruxelles[30];
- 24 octobre 1970: réponse commune de la CII et ICL à l'appel d'offres de 60 millions de francs pour informatiser les douanes[31];
- 1971: Control Data renonce à cause de son procès avec IBM.
- 21 septembre 1971: l'américain RCA cesse la fabrication d'ordinateurs[32];
- janvier 1972[30]: la CII juge la gamme ICL trop en retard et incompatible IBM[30] se tourne vers Siemens. Philips se déclare immédiatement intéressé lui aussi[30];
- janvier 1972 : l'Iris 80 disponible;
- 28 janvier 1972 : Accord entre CII et Siemens pour fonder Unidata;
- 2 février 1972 : Le Figaro révèle la candidature de Philips, confirmée le lendemain, et juge que "la trame d’une réelle coalition informatique européenne apparaît. "
- Début 1972 : Philips France licencie 1000 salariés sur 8000;
- 15 mars 1972 : à la suite de la visite du PDG de Xerox  Charles Peter McColough à CII et Siemens, rencontre entre Michel Barré et le patron de la division ordinateurs de Siemens,
- Mars 1972 : Michel Barré (CII) propose une rencontre en juin au PDG de Xerox  Charles Peter McColough;
- avril 1972 : nouvelle approche d’ICL auprès de CII et Semens en propsant d’étudier une semi-compatibilité via les logiciels et une grande opération européenne sur les périphériques;

19 mai 1972 : la CII augmente son capital de 23 millions de francs
30 mai 1972 : le ministre britannique, Christopher Chattaway, propose à ses homologues français et allemand, "une forte volonté politique pour former un puissant ensemble industriel européen" face aux  "dépenses très importantes qui devront être consenties"
- 1er juin 1972 : note de Maurice Allègre au Ministre avant réunion du 6 juin, observant qu'ICL défend toujours l’incompatibilité de ses systèmes avec IBM, et risque des pertes financières importantes en cas d'abandon de sa nouvelle gamme dont les premières annonces doivent être faites en 1973.
- 4 juillet 1972 : entretien franco-allemand à Bonn, le ministre allemand souhaite que Nixdorf et Telefunken, participent à l’entreprise commune qui sera créée.
- juillet  1972 : Jacques Chaban-Delmas remplace par Pierre Messmer, Jean Charbonnel succède à François-Xavier Ortoli à l’Industrie, avec comme directeur de cabinet Bernard Rauline, pour qui l’informatique est un gouffre inutile.
- 4 août 1972: accord signé entre CII, Siemens et Philips, validant l’arrivée du troisième, qui obtient une sixième machine dans la ligne de produits
- Septembre 1972: les démonstrations CII au Sicob incluent Socrate, système très évolué de gestion de bases de données et· Mistral, produit-programme de recherche documentaire.
- 4 juillet 1973 : Création officielle d'Unidata à Amsterdam par Philips, Siemens et CII.
- 2 octobre 1974 : la délégation à l'informatique supprimée[18].
- début 1975 : le gouvernement français négocie directement avec Bull, Michel Barré, patron de la CII n'est pas invité[18].
- 20 mai 1975 : fusion de CII avec Honeywell-Bull, la France se retire d'Unidata
- 19 décembre 1975 : la structure est officiellement dissoute.

## Arts et littérature
L'histoire des recherches d'économie d'échelle ayant mené à l'élaboration du consortium Unidata au début des années 1970, puis son abandon est évoquée dans Comédies Françaises, un roman d’Éric Reinhardt publié en 2020 aux Éditions Gallimard.